# Deutonura balsainensis
Deutonura balsainensis is een springstaartensoort uit de familie van de Neanuridae. De wetenschappelijke naam van de soort is voor het eerst geldig gepubliceerd in 1978 door Simon Benito.